# Österreichischer Amtskalender
Der Österreichische Amtskalender (ÖAK) ist ein Verzeichnis der österreichischen Behörden, Ämter und öffentlichen Einrichtungen. Er wird auf der Basis von amtlichen und offiziellen Daten zusammengestellt und erscheint einmal jährlich als Printausgabe, seit 2001 auch als Online-Version. Herausgegeben wird der ÖAK seit 2001 von der Verlag Österreich GmbH in Wien.
Der ÖAK steht in der Tradition der Hof- und Staatskalender der Habsburger Monarchie, die seit Anfang des 18. Jahrhunderts publiziert wurden.
Die aktuelle Ausgabe 2024/2025 wird als 92. Jahrgang des Österreichischen Amtskalenders, 148. Jahrgang des Niederösterreichischen Amtskalenders sowie 136. Jahrgang des Hof- und Staatshandbuchs gezählt.

## Aufbau und Inhalt
Insgesamt enthält der ÖAK in fünf Kapiteln Informationen über rund 25.000 Bundes-, Landes- und Gemeindebehörden mit Amtsträgern bzw. Ansprechpersonen, Zuständigkeitsbereichen, Postanschriften, Telefonnummern, E-Mail- und Web-Adressen.
1. Teil – Europäische Union
Informationen zu den österreichischen Mitgliedern des EU-Parlaments sowie zu den österreichischen Vertretungen in der EU; außerdem Adressen und Personen aller wichtigen EU-Institutionen wie EU-Rat, EU-Kommission, EU-Generaldirektionen;
2. Teil – Bund
Informationen zu allen Bundesinstitutionen wie Parlament, Bundesregierung, Bundesministerien, Gerichtshöfe, Kirchen und Religionsgesellschaften sowie zu bundesweiten Interessenvertretungen;
3. Teil – Bundesländer
Informationen zum gesamten öffentlichen Bereich in den neun Bundesländern, gegliedert in neun Kapitel: I. Landtag/Landesregierung, II. Öffentliche Sicherheit, III. Justiz, IV. Wirtschaft, V. Wissenschaft und Unterricht, VI. Arbeit und Soziales, VII. Gesundheit, VIII. Religionsgemeinschaften und IX. Interessenvertretungen, Kammern und Verbände;
4. Teil – Gemeinden
Informationen zu allen österreichischen Gemeinden: Adressen, Bürgermeister/-innen und Amtsleiter/-innen, Standesämter, zugeordnete Ämter und Behörden (Landes- und Bezirksgericht, Bezirksbehörde, Vermessungsamt, Polizeiinspektion), statistische Angaben zu Flächen, Einwohnern und Gebäuden, Katastralgemeinden, Ortschaften und Siedlungsnamen;
5. Teil – Historische Übersichten
Übersicht über die Staatsoberhäupter, Staats- und Bundesregierungen, Landesregierungen und Gesetzgebungsperioden der Landtage der Ersten und Zweiten Republik Österreich von 1918 bis heute.

## Historische Entwicklung
Der Österreichische Amtskalender erschien unter dieser Bezeichnung erstmals im Jahr 1922. Die Reihe steht in direkter Nachfolge der Hof- und Staatskalender der Habsburger Monarchie, die bereits seit Beginn des 18. Jahrhunderts publiziert wurden.

### Vorformen
Verschiedene Vorformen der Hof- und Staatskalender sind seit der frühen Neuzeit bekannt. Am Habsburger Hof wurden bereits seit der Zeit Kaiser Maximilians I. (1459–1519) in den so genannten Hofordnungen („Ordonnances de l'hôtel“) Verzeichnisse von Hofämtern und Personal geführt, die hofintern zur Besoldung bzw. Budgeterstellung und zur Kontrolle der Ausgaben verwendet wurden.
An die höfische Öffentlichkeit gerichtet waren dagegen gedruckte Listen des kaiserlichen Hofstaats, die anlässlich der Reichstage erschienen und die Rang und Bedeutung des angereisten Gefolges zum Ausdruck bringen sollten, die also vornehmlich der Repräsentation und Selbstdarstellung des Hofes dienten.
Im Laufe des 17. Jahrhunderts entwickelte sich die Gattung der Hof- und Staatskalender. Es entstanden, ausgehend vom päpstlichen Hof, in ganz Europa gedruckte Staatshandbücher mit ausführlichen Ämter- und Personenverzeichnissen. Sie waren vor allem als Orientierungshilfe für Diplomaten und Reisende gedacht.

### Kaiserlicher Staats- und Stands-Calender
Die wesentliche Reihe der österreichischen Hof- und Staatshandkalender setzt im Jahr 1702 ein: Der Kayserliche Und Königliche Wie auch Ertzherzogliche […] Und Dero Residentz-Stadt Wienn Staats- und Stands-Calender […] wurde, mit kaiserlichem Privileg, vom Drucker und späteren k.k. Hofbuchhändler Johann Baptist Schönwetter herausgegeben. Im Laufe des 18. Jahrhunderts erschien das Werk noch unregelmäßig, wobei Titel ebenso wie Drucker-Verleger mehrfach wechselten.
Schönwetter war auch Verleger des Wiennerischen Diarium, der späteren Wiener Zeitung. Auf ihn folgte ab 1724 Johann Georg Frey – die Druckerei blieb dieselbe, beheimatet im 'Rothen Igel' in der Wiener Innenstadt, heute Ecke Brandstätte/Wildpretmarkt.
In Theresianischer Zeit wurde das Verzeichnis unter dem Titel Schematismo der Kayserl-königlich wie auch Erzherzoglichen Instanzien, Ämter, […] etc. zunächst bei Johann Leopold Kaliwoda in der k.k. Reichshof- und Universitätsbuchdruckerei am Dominikanerplatz Nr. 724 (heute Wien 1, Postgasse) verlegt.
Die Druckerei wurde 1775 von Joseph Gerold übernommen, der die Reihe der Hof- und Staatskalender ab 1776 unter der Bezeichnung Hof- und Staats-Schematismus der röm. Kais. wie auch kais. königl. – und erzherzogl. Haupt- und Residenzstadt Wien […] fortsetzte.
Ergänzt um ein Wiener Häuserverzeichnis, eine Münzkurstabelle und drei verschiedene Register (Rubriken, Namen, Hofstaat) war der Aspekt des praktischen Nutzens beim Geroldschen Hof- und Staatsschematismus sehr ausgeprägt. Er richtete sich nicht zuletzt an den (Geschäfts-)Reisenden der Zeit, der sich über Wien und den Wiener Hof informieren wollte.

### Hof- und Staatsschematismus des österreichischen Kaiserthums
1804 erfolgte auf kaiserliche Entschließung hin die Gründung der Hof- und Staatsdruckerey. Joseph Vincenz von Degen (1761–1827), ihr erster Direktor, übernahm auch die Herausgabe des Hof- und Staatskalenders: Im Jahr 1807 erschien der Hof- und Staatsschematismus des österreichischen Kaiserthums erstmals in der staatlichen Druckerei. Als neues inhaltliches Element wurde eine Genealogie des regierenden österreichischen Königshauses dem eigentlichen Verzeichnis vorangestellt.
Bis zum Ende der Monarchie 1918 wurde die Reihe beinahe jährlich fortgesetzt, einige Lücken – etwa zwischen 1849 und 1855 oder von 1868 bis 1873 – sind jedoch zu verzeichnen. 1844 wurde der Titel in Hof- und Staatshandbuch des österreichischen Kaiserthums geändert; 1874 wurde daraus das Hof- und Staatshandbuch der Österreichisch-Ungarischen Monarchie.
Seit 1867 erschien in der k.k. Hof- und Staatsdruckerei parallel zum Hof- und Staatshandbuch der Niederösterreichische Amtskalender – dieser war 1865 zunächst von der Druckerei Manz verlegt worden.
Die Staatshandbücher, von 1702 bis 1918 erschienen, wurden von der Österreichischen Nationalbibliothek großteils digitalisiert und sind im Web lesbar.

### Österreichischer Amtskalender
In der Nachfolge des Hof- und Staatshandbuchs erschien in der Ersten Republik ab 1922 der Österreichische Amts-Kalender im Verlag der Österreichischen Staatsdruckerei, die aus der k. k. Hof- und Staatsdruckerei hervorgegangen war. Er war in drei Bände unterteilt – Bundesstaat Österreich, Niederösterreich/Wien und restliche sieben Bundesländer. Der Niederösterreichische Amtskalender, bis 1921 noch als selbständiges Werk erschienen, wurde damit in den ÖAK integriert.
Der Bundesteil des ÖAK enthielt neben den Einträgen der Behörden und Ministerien und einem Monatskalender allerhand Praktisches: So sind Post- und Telegrafen-Tarife, Zins- und Zinseszinstabellen genauso zu finden wie eine Übersicht der an der Wiener Börse notierten Effekten oder Preislisten für Tabakwaren.
Der Österreichische Amtskalender wurde bis zum 17. Jahrgang 1938 fortgesetzt, der Anschluss Österreichs an das nationalsozialistische Deutschland bedeutete das vorläufige Ende.
Nach dem Zweiten Weltkrieg erschien 1948 zunächst nur der Niederösterreichische Amtskalender, Herausgeber war die Niederösterreichische Landesregierung. 1949 wurde dann die Reihe des Österreichischen Amtskalenders fortgesetzt, wieder im Verlag der Österreichischen Staatsdruckerei, und der Niederösterreichische Teil erneut eingebunden.
1993 wurde der Verlag der Staatsdruckerei in Verlag Österreich umbenannt; die Staatsdruckerei wurde in eine Aktiengesellschaft eingebracht und 1999 in Print Media Austria AG umbenannt. Der juristische Fachverlag der Print Media wurde im Jahr 2000 in die Verlag Österreich GmbH eingebracht, die seither den ÖAK herausgibt.